# Dodge A100
Dodge A100 — малотоннажный грузовой автомобиль производства Dodge. Вытеснен с конвейера моделью Dodge B.

## История
Впервые автомобиль Dodge A100 был представлен в 1964 году. В разное время автомобиль оснащался бензиновыми двигателями внутреннего сгорания Slant-6 и LA.
Всемирную известность автомобиль этой модели получил после выхода на экраны фильмов «Последний день Рэда», «Тачки» (Дасти), «Техасская резня бензопилой» и «Мой криминальный дядюшка».
Существовал также драг-рейсинговый вариант Dodge Little Red Wagon.
С 1966 по 1971 год также производились среднетоннажные автомобили Dodge L.

## Галерея

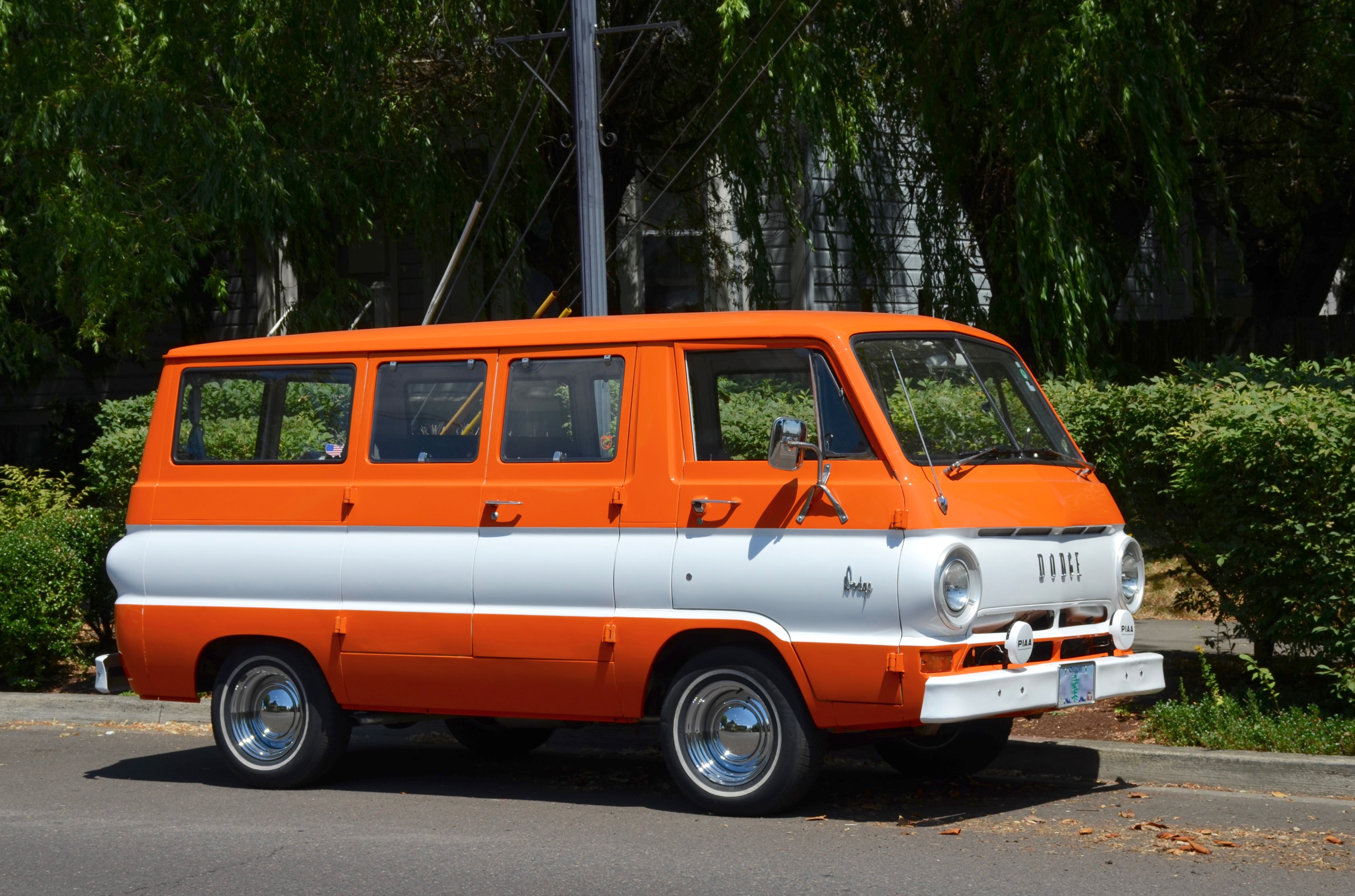
Dodge A100
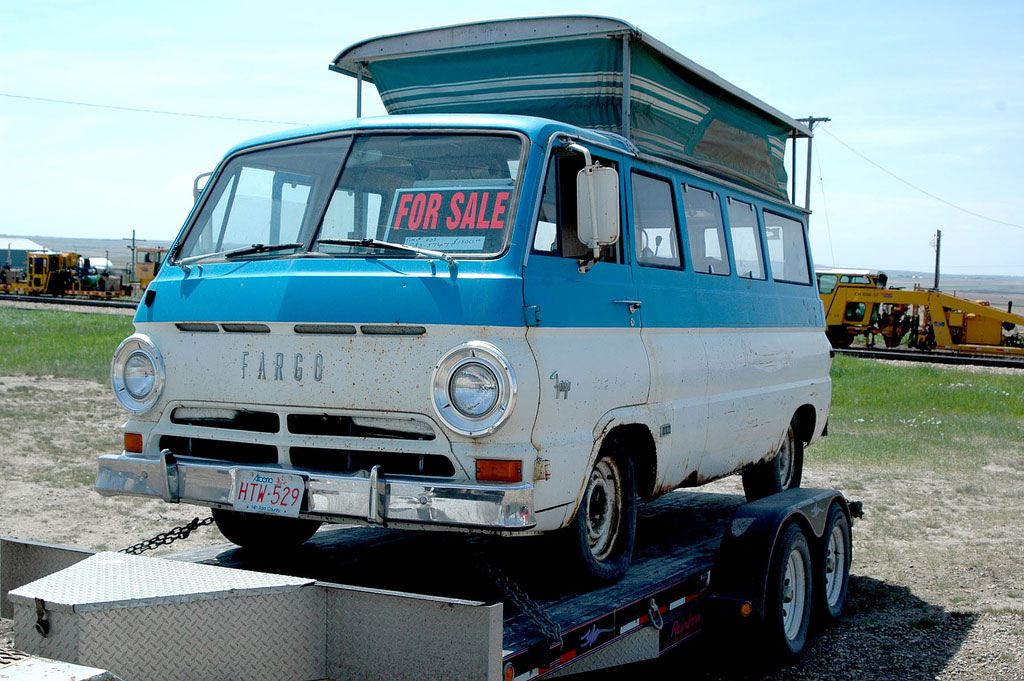
Fargo A100
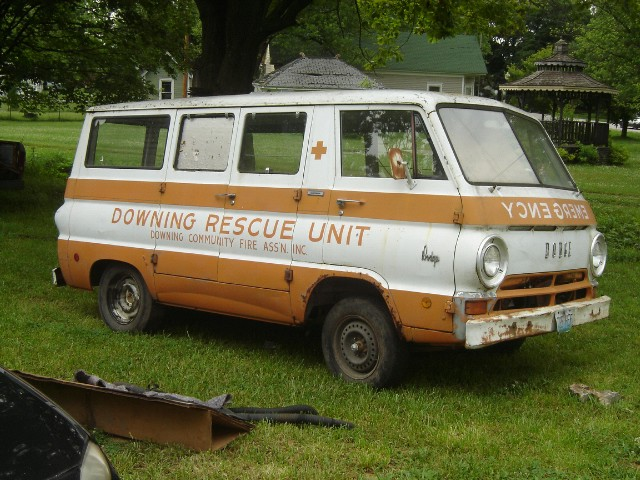
Автомобиль скорой помощи
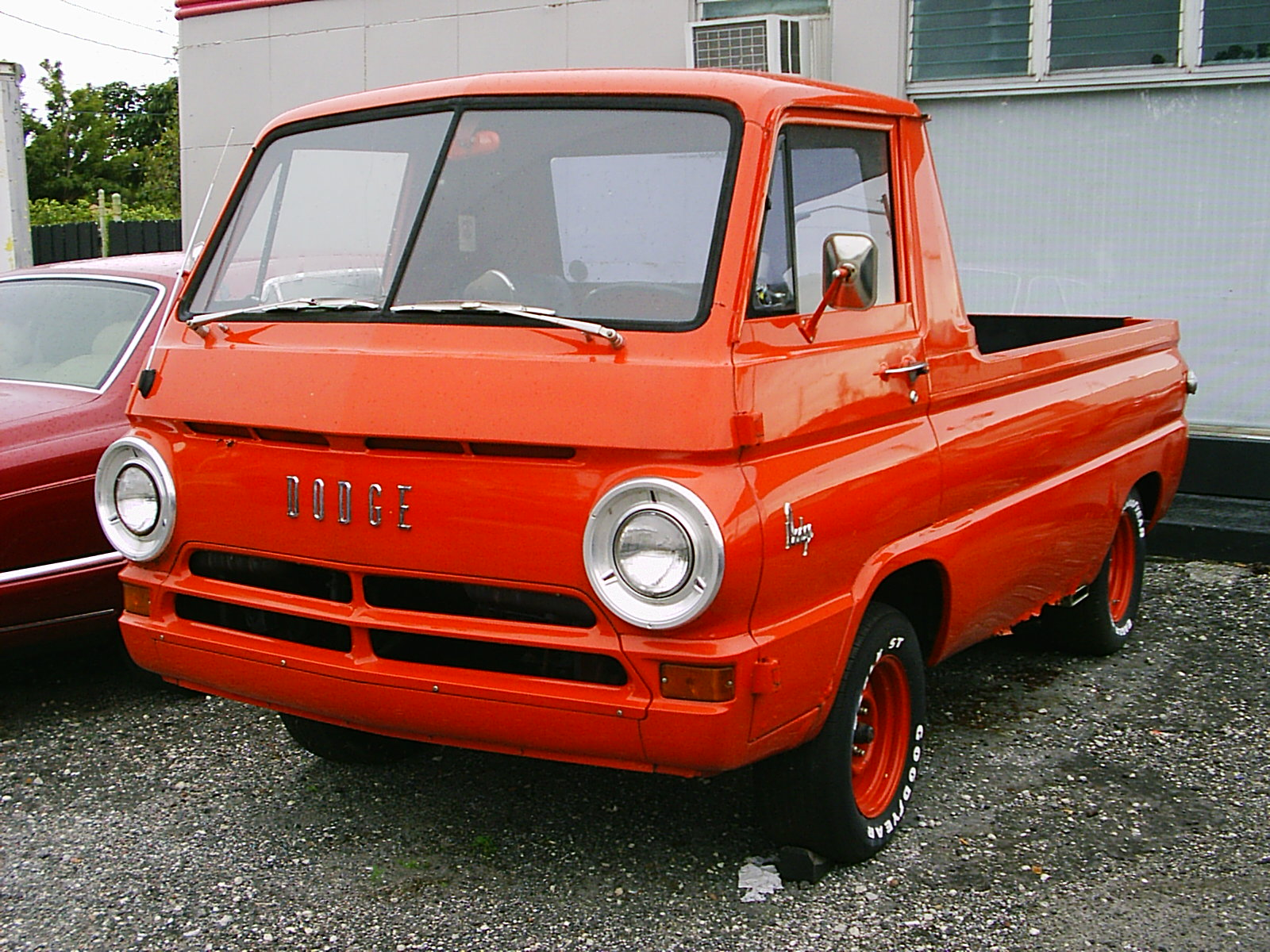
Пикап
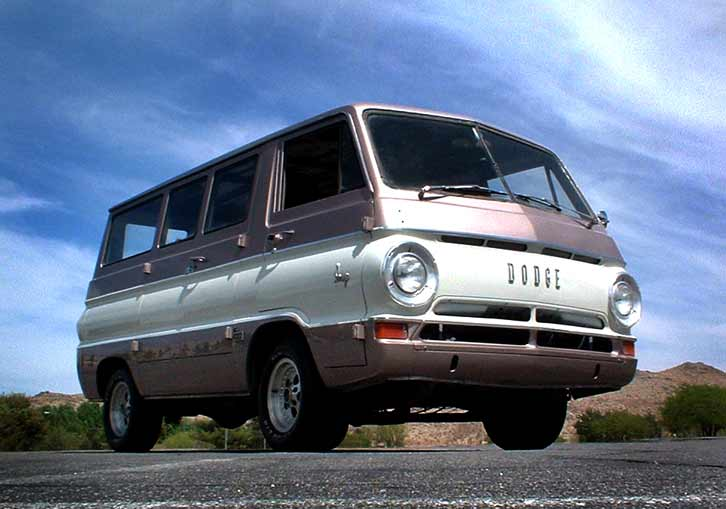
Dodge A100 Custom Sportsman